# Les Moussières
Les Moussières é uma comuna francesa na região administrativa de Borgonha-Franco-Condado, no departamento de Jura. Estende-se por uma área de 16,95 km². Em 2010 a comuna tinha 168 habitantes (densidade: 9,9 hab./km²).